# Pont de Trajà

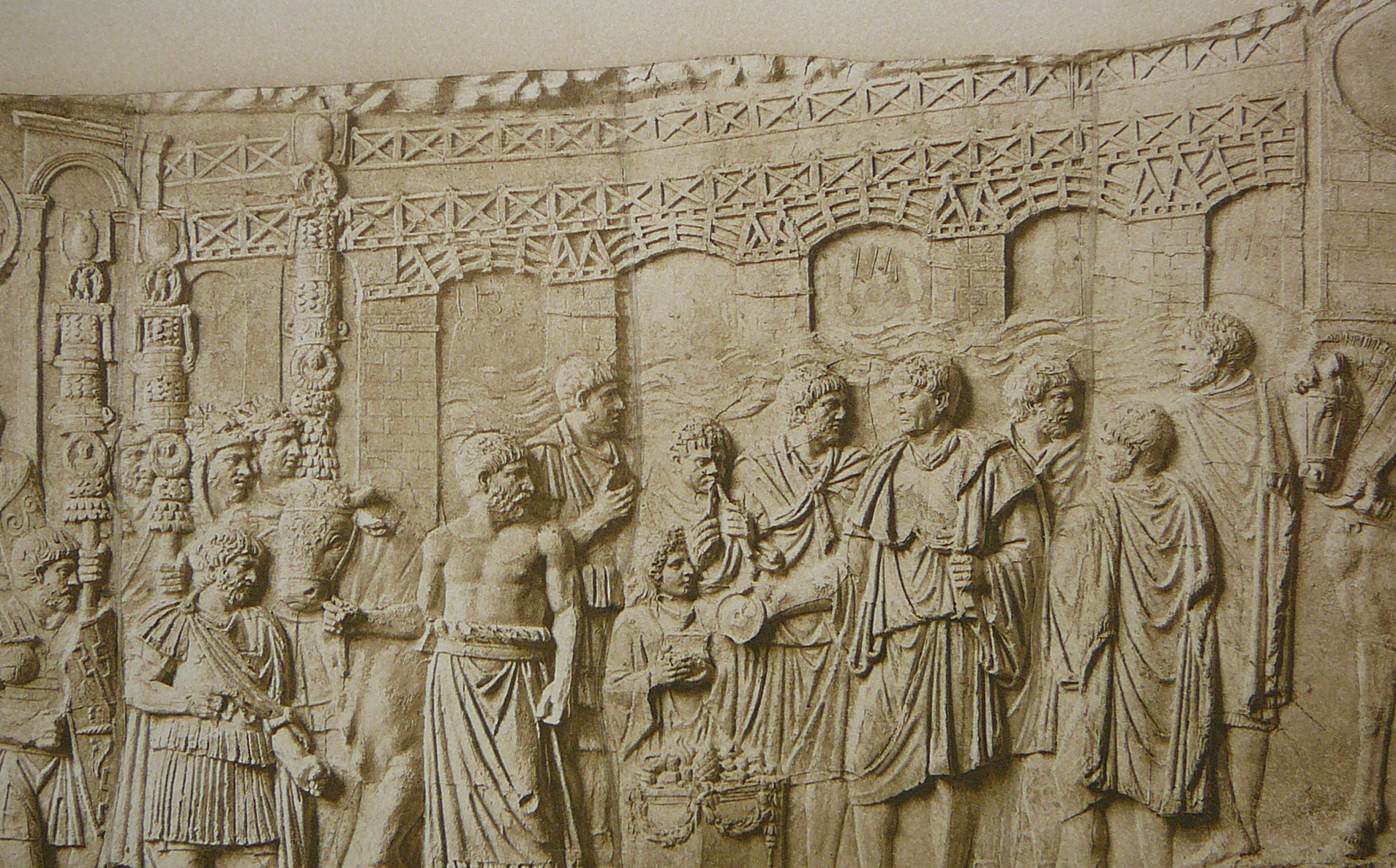
El pont a la columna de Trajà, mostrant els seus arcs rebaixats

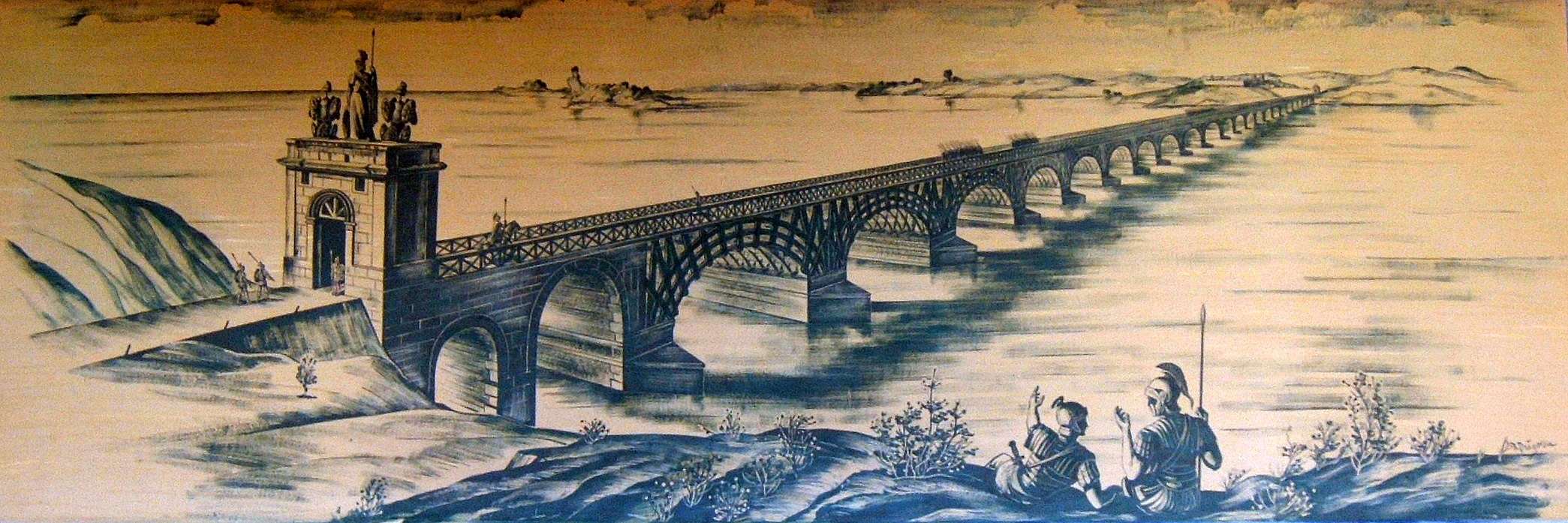
Il·lustració de l'enginyer Duperrex de com devia ser el pont de Trajà

El pont de Trajà (en romanès Podul lui Traian i en serbi Трајанов мост, pronunciat "Trajanov Most"), també anomenat pont d'Apol·lodor sobre el Danubi va ser un pont romà, el primer conegut al Baix Danubi. Situat a l'est de les Portes de Ferro, prop de les ciutats actuals de Drobeta-Turnu Severin (Romania) i Kladovo (Sèrbia), va ser construït per ordre de l'emperador romà Trajà per portar subministraments a les legions romanes que havien envaït Dàcia. Durant més de mil anys va ser el pont més llarg mai construït.

## Característiques generals
L'estructura tenia 1.135 metres de llarg (el Danubi té uns 800 metres d'ample a la zona) i 15 d'ample i aconseguia 19 metres d'altura sobre el nivell del riu. A cada extrem hi havia una fortificació (castrum), per la qual s'havia de passar per a poder creuar el pont.
El pont, dissenyat per l'enginyer Apol·lodor de Damasc, estava format per vint arcs de fusta assentats en pilars quadrats de maçoneria. Cada arc mesurava 52 metres d'envergadura i els pilars tenien 20 metres de costat i fins a 45 metres d'alçada i estaven fets de maó, morter i ciment de putzolana.
Malgrat les seves excepcionals dimensions, es va executar en un temps molt breu (entre els anys 103 i 105). Aquesta rapidesa ha fet especular a alguns que potser el riu va ser desviat durant el període de construcció del pont, però l'historiador romà Cassi Dió ho nega.

## Destrucció i restes

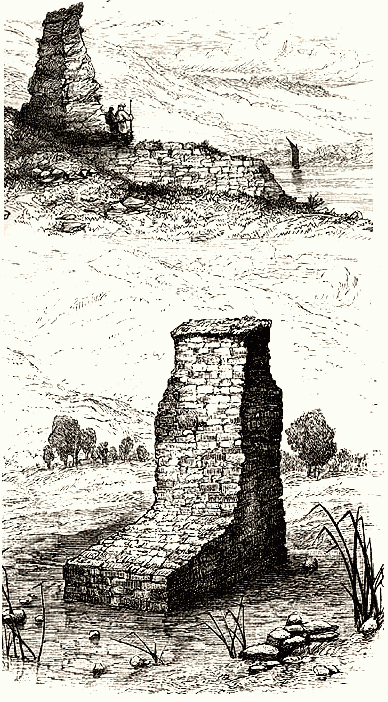
Dibuix dels pilars publicat al segle XIX

La versió més estesa sobre la destrucció del pont és que aquesta va ser executada per les tropes de l'emperador Aurelià, quan l'Imperi Romà va renunciar a seguir defensant Dàcia de les incursions bàrbares i les tropes es van retirar de la província. No obstant això, una altra versió defensa que el pont va caure perquè els pilars es van anar enfonsant en el llit del riu.
Al costat serbi, prop d'Ogradina i mirant cap a Romania, hi ha una placa commemorativa romana, de 4 metres d'ample i 1,75 d'alt, que commemora la finalització de la calçada militar de Trajà. La inscripció, encara que no llegible en la seva totalitat, va ser interpretada per Otto Benndorf així:
| « | L'emperador Nerva Trajà, fill del diví Nerva, l'August, Germànic, pontífex màxim, investit tribú per quarta vegada, cònsol per tercera vegada, excavant muntanyes de roca i usant bigues de fusta, ha fet aquest camí. | » |

L'acció dels elements naturals i el saqueig dels pilars per reutilitzar en altres construccions n'han deixat poques restes. Els vint pilars es podien veure encara el 1856, quan el Danubi va assolir un nivell excepcionalment baix. El 1906 la Comissió Internacional del Danubi va decidir destruir dos dels pilars, ja que estaven obstruint la navegació. El 1932 hi havia submergits 16 pilars, però el 1982 només 12 van ser localitzats pels arqueòlegs, considerant-se que els altres quatre havien d'haver estat arrossegats per l'aigua. Avui dia només els pilars d'entrada són visibles a cada riba del Danubi.